# Bent Van Looy
Bent Van Looy (Antwerpen, 3 mei 1976) is een Belgische muzikant, zanger, componist, kunstenaar en presentator. Hij is een soloartiest en leadzanger van Das Pop. Van Looy woont in Kalmthout maar woonde eerder ook al in Parijs en Antwerpen.

## Biografie
Hij zat op de Steinerschool in Gent en volgde een kunstopleiding aan Sint-Lucas in Gent. Hoewel hij in de eerste plaats muzikant is, is hij ook bezig met beeldende kunst en mode en presenteert hij op radio en TV.
Hij richtte de groep Das Pop op in 1994 samen met Reinhard Vanbergen, Niek Meul en Lieven Moors. Eind 2012 kondigde de groep een pauze aan en gaven zij een laatste concert.
Hij ontwierp in 2000 de hoes van het Gorki-album Eindelijk vakantie. Hij probeerde  minstens één schilderij per jaar af te werken. Van juni tot september 2008 organiseerde BOZAR onder de noemer "It's not only rock 'n' roll baby" een expo voor twintig kunstenaars, onder wie Van Looy, die zich zowel met muziek als beeldende kunst uitdrukken.
Van Looy speelde in het seizoen 2009-2010 de finale van het televisieprogramma De Slimste Mens ter Wereld, waarin hij derde werd. Hij verloor van Peter Vandermeersch en winnares Linda De Win. 
In 2010 had hij ook zijn eigen zondagmiddagprogramma op Studio Brussel: Single Safari. 
Ook ontwierp hij kledij voor het Franse modehuis Le Mont Saint Michel. Sinds 2012 heeft hij zijn eigen lijn op de markt gebracht, The Jante Law. 
Van Looy werd in 2012 tijdelijk drummer bij Soulwax, de band van de gebroeders Dewaele.
In 2013 bracht hij zijn eerste solo-album uit Round the Bend, geproduceerd in Los Angeles door Jason Falkner. Hierover werd onder meer een documentaire gemaakt door regisseur Dimitri van Zeebroeck met een gelijknamige titel als het album. Van Looy was ook te zien als coach in het derde en het vierde seizoen van The Voice van Vlaanderen. Hij sprak de stem in van Beertje Paddington voor de gelijknamige film die uitkwam in 2014.
Zijn tweede soloalbum Pyjama days kwam uit in 2016. In 2018 volgde Yours Truly, hierop speelt Van Looy ook ukelele. Beide albums werden in Los Angeles opgenomen met producer Jason Falkner. Solo-optredens volgden. 
Op Canvas presenteerde hij in 2016 en 2017 met Sofie Lemaire het culturele praatprogramma Culture Club.
In 2019 speelde hij zichzelf in de Vlaamse televisieserie Fiskepark.
Tijdens de Coronacrisis gaf hij op 7 mei 2020 een optreden op het dak van Cultureel Centrum De Kern in Wilrijk als steun aan zorgverleners en inwoners.
Van Looy begon na een lange pauze terug te schilderen en hield een solo expositie The Vessel, the Jerk and the Edge of Reason in de zomer van 2020 in galerij Super Dakota in Brussel. Op Art Brussels, een internationale beurs voor hedendaagse kunst, werden in 2022 werken van hem tentoongesteld.
In 2021 bracht hij Mijn Parijs uit, een persoonlijke reisgids over Parijs waar hij tien jaar woonde.
Van Looy trad  in het najaar van 2021 enkele keren op met de VRT bigband.
In 2021 begon hij het radioprogramma Culture Club op Radio 1 te presenteren. Sinds 2022 werkt hij mee aan het programma Voorproevers op Radio 1 waarin hij afwisselend met andere presentatoren boeken, documentaires of podcasts bespreekt. Voor de kinderanimatiefilm uit 2022, Yuku en de Himalayabloem,  leent hij zijn stem aan Eekhoorn en speelt hij ukelele. Hij was in december 2021 en 2022 vaste gast in het tv-programma De Tijdloze op Canvas. In november 2022 werd De Indringer uitgebracht, een stripverhaal waarvoor hij al in 1992 illustraties maakte, Vitalski schreef de tekst.
Vanaf april 2023 werd op Canvas van maandag tot donderdag het korte programma Zingen is goud uitgezonden. Van Looy ontving hiervoor in zijn schildersatelier bekende gasten die vertelden over een belangrijk lied in hun leven. Hij begeleidde hen op piano terwijl ze zongen.
In mei 2023 bracht hij de eigenzinnige reisgids Mijn Amsterdam uit. Van Looy presenteerde in juni 2023 het Live is live festival aan de Middenvijver in Antwerpen. Hij nam deel aan het kookprogramma Celebrity masterchef Vlaanderen in september 2023 op Play4. In het najaar van 2023 verzorgde hij de commentaarstem van het programma Belpop op VRT Canvas.
In de zomer van 2024 trad hij op met een pop-upkoor onder leiding van Hans Primusz. Van Looy kondigde aan dat Das Pop na een pauze van twaalf jaar weer samenkomt en in 2025 zal optreden.

## Discografie

### Albums
| Album met hitnotering(en) in de Vlaamse Ultratop 200 albums | Datum van verschijnen | Datum van binnenkomst | Hoogste positie | Aantal weken | Opmerkingen |
| ----------------------------------------------------------- | --------------------- | --------------------- | --------------- | ------------ | ----------- |
| Round the bend                                              | 22-03-2013            | 30-03-2013            | 7               | 24           |             |
| Pyjama days                                                 | 25-03-2016            | 02-04-2016            | 1(1wk)          | 25           |             |
| Yours truly                                                 | 05-10-2018            | 13-10-2018            | 73              | 6            |             |

### Singles
| Single met hitnotering(en) in de Vlaamse Ultratop 50 | Datum van verschijnen | Datum van binnenkomst | Hoogste positie | Aantal weken | Opmerkingen                 |
| ---------------------------------------------------- | --------------------- | --------------------- | --------------- | ------------ | --------------------------- |
| Shadow of a man                                      | 04-03-2013            | 09-03-2013            | tip2            | -            | Nr. 28 in de Radio 2 Top 30 |
| Flowers and balloons                                 | 16-08-2013            | 07-09-2013            | tip9            | -            |                             |
| Words                                                | 10-03-2014            | 22-03-2014            | tip23           | -            |                             |
| My escape                                            | 22-01-2016            | 02-04-2016            | 49              | 2            |                             |
| Downtown train                                       | 18-03-2016            | 02-04-2016            | tip8            | -            |                             |
| High and dry                                         | 25-04-2016            | 07-05-2016            | tip4            | -            |                             |
| Little star                                          | 05-12-2016            | 17-12-2016            | tip43           | -            |                             |
| Wat een leven                                        | 27-02-2017            | 11-03-2017            | tip3            | -            | met VRT Big Band            |
| The open road                                        | 27-08-2018            | 01-09-2018            | tip6            | -            |                             |
| Make believe                                         | 23-11-2018            | 24-11-2018            | tip             | -            |                             |
| Never look back                                      | 26-10-2018            | 15-06-2019            | tip             | -            |                             |
| Twee meisjes                                         | 16-11-2020            | 21-11-2020            | tip6            | -            |                             |